# Formel 1 2004
Formel 1 2004 var den 58. sæson af FIA's Formel 1-verdensmesterskab. Sæsonen startede 9. marts og blev afsluttet 24. oktober. 27 kørere og 10 konstruktører konkurrerede over 18 løb om verdensmesterskabstitlen i henholdsvis kørermesterskabet og konstruktørmesterskabet. 
Michael Schumacher og Scuderia Ferrari Marlboro-teamet genvandt de to titler. Det var Schumachers femte mesterskab i træk (syvende i alt) og Ferraris sjette i træk. Spændingen forsvandt hurtigt, da Schumacher vandt 12 af de første 13 løb, og da hans holdkammerat Rubens Barrichello blev samlet toer, var Ferraris dominans markant; teamet sluttede med mere end dobbelt så mange point som nærmeste FOrfølger.

## Opsummering af sæsonen

### Løbskalender og resultatsammendrag
| Runde | Løb                        | Dato          | Bane                      | Vinder             | Konstruktør      | Dæk | Pole position      | Hurtigste omgang   | Rapport |
| ----- | -------------------------- | ------------- | ------------------------- | ------------------ | ---------------- | --- | ------------------ | ------------------ | ------- |
| 1     | Australiens Grand Prix     | 7. marts      | Melbourne                 | Michael Schumacher | Ferrari          | B   | Michael Schumacher | Michael Schumacher | Rapport |
| 2     | Malaysias Grand Prix       | 21. marts     | Sepang                    | Michael Schumacher | Ferrari          | B   | Michael Schumacher | Juan Pablo Montoya | Rapport |
| 3     | Bahrains Grand Prix        | 4. april      | Sakhir                    | Michael Schumacher | Ferrari          | B   | Michael Schumacher | Michael Schumacher | Rapport |
| 4     | San Marinos Grand Prix     | 25. april     | Imola                     | Michael Schumacher | Ferrari          | B   | Jenson Button      | Michael Schumacher | Rapport |
| 5     | Spaniens Grand Prix        | 9. maj        | Barcelona                 | Michael Schumacher | Ferrari          | B   | Michael Schumacher | Michael Schumacher | Rapport |
| 6     | Monacos Grand Prix         | 23. maj       | Circuit de Monaco         | Jarno Trulli       | Renault          | M   | Jarno Trulli       | Michael Schumacher | Rapport |
| 7     | Europas Grand Prix         | 30. maj       | Nürburgring               | Michael Schumacher | Ferrari          | B   | Michael Schumacher | Michael Schumacher | Rapport |
| 8     | Canadas Grand Prix         | 13. juni      | Circuit Gilles Villeneuve | Michael Schumacher | Ferrari          | B   | Ralf Schumacher    | Rubens Barrichello | Rapport |
| 9     | USA's Grand Prix           | 20. juni      | Indianapolis              | Michael Schumacher | Ferrari          | B   | Rubens Barrichello | Rubens Barrichello | Rapport |
| 10    | Frankrigs Grand Prix       | 4. juli       | Magny-Cours               | Michael Schumacher | Ferrari          | B   | Fernando Alonso    | Michael Schumacher | Rapport |
| 11    | Storbritanniens Grand Prix | 11. juli      | Silverstone               | Michael Schumacher | Ferrari          | B   | Kimi Räikkönen     | Michael Schumacher | Rapport |
| 12    | Tysklands Grand Prix       | 25. juli      | Hockenheimring            | Michael Schumacher | Ferrari          | B   | Michael Schumacher | Kimi Räikkönen     | Rapport |
| 13    | Ungarns Grand Prix         | 15. august    | Hungaroring               | Michael Schumacher | Ferrari          | B   | Michael Schumacher | Michael Schumacher | Rapport |
| 14    | Belgiens Grand Prix        | 29. september | Spa                       | Kimi Räikkönen     | McLaren-Mercedes | M   | Jarno Trulli       | Kimi Räikkönen     | Rapport |
| 15    | Italiens Grand Prix        | 12. september | Monza                     | Rubens Barrichello | Ferrari          | B   | Rubens Barrichello | Rubens Barrichello | Rapport |
| 16    | Kinas Grand Prix           | 26. september | Shanghai                  | Rubens Barrichello | Ferrari          | B   | Rubens Barrichello | Michael Schumacher | Rapport |
| 17    | Japans Grand Prix          | 10. oktober   | Suzuka                    | Michael Schumacher | Ferrari          | B   | Michael Schumacher | Rubens Barrichello | Rapport |
| 18    | Brasiliens Grand Prix      | 24. oktober   | Interlagos                | Juan Pablo Montoya | Williams-BMW     | M   | Rubens Barrichello | Juan Pablo Montoya | Rapport |

| Sport | Spire Denne artikel om sport er en spire som bør udbygges. Du er velkommen til at hjælpe Wikipedia ved at udvide den. |